# Rudolph Hölbe
Rudolph Hölbe (* 6. Oktober 1848 in Lemgo; † 6. August 1926 in Dresden) war ein deutscher Bildhauer.

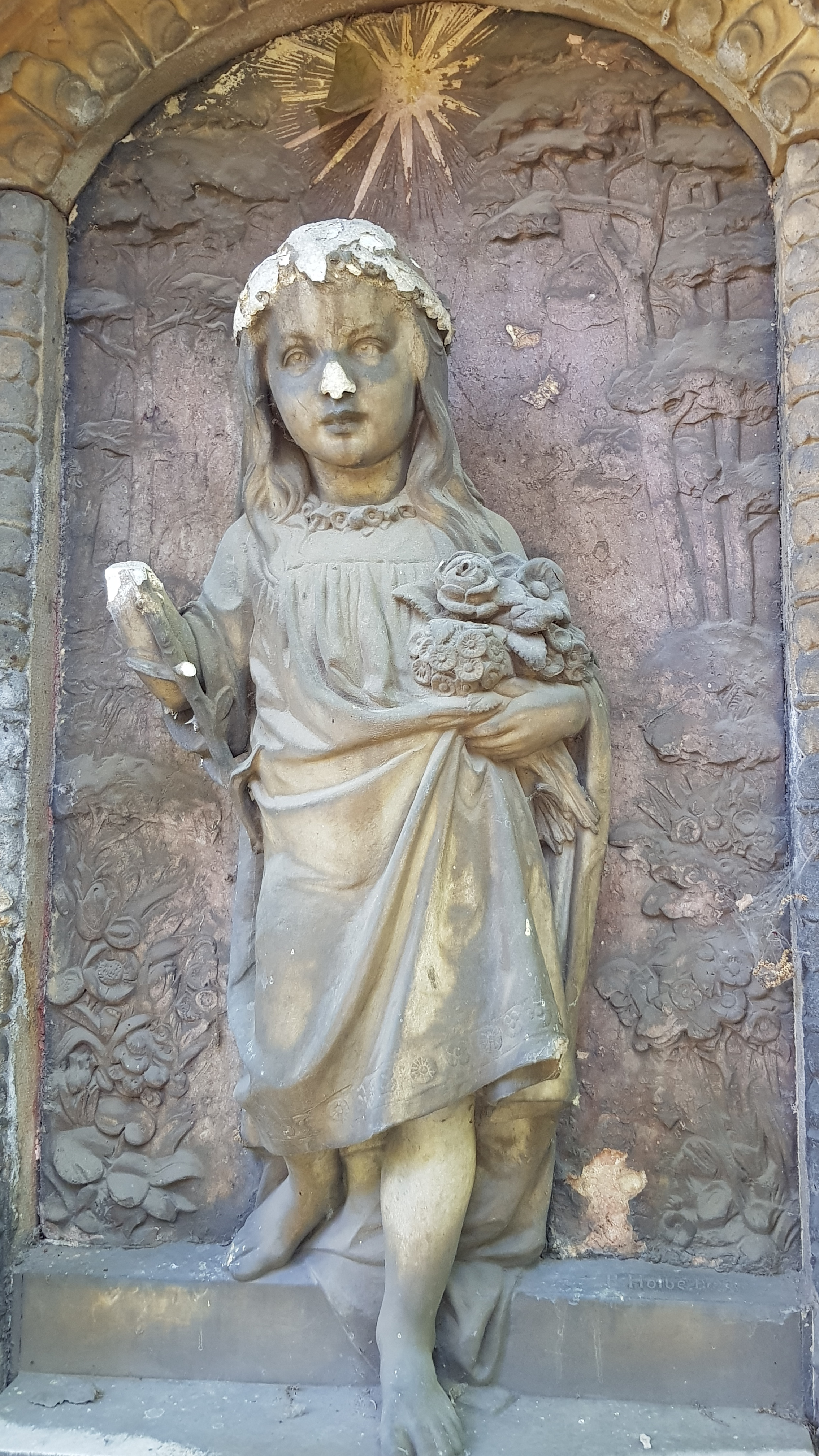
Skulptur Mädchen Rudolph Hölbe Dresden, Innerer Neustädter Friedhof in Dresden

## Leben

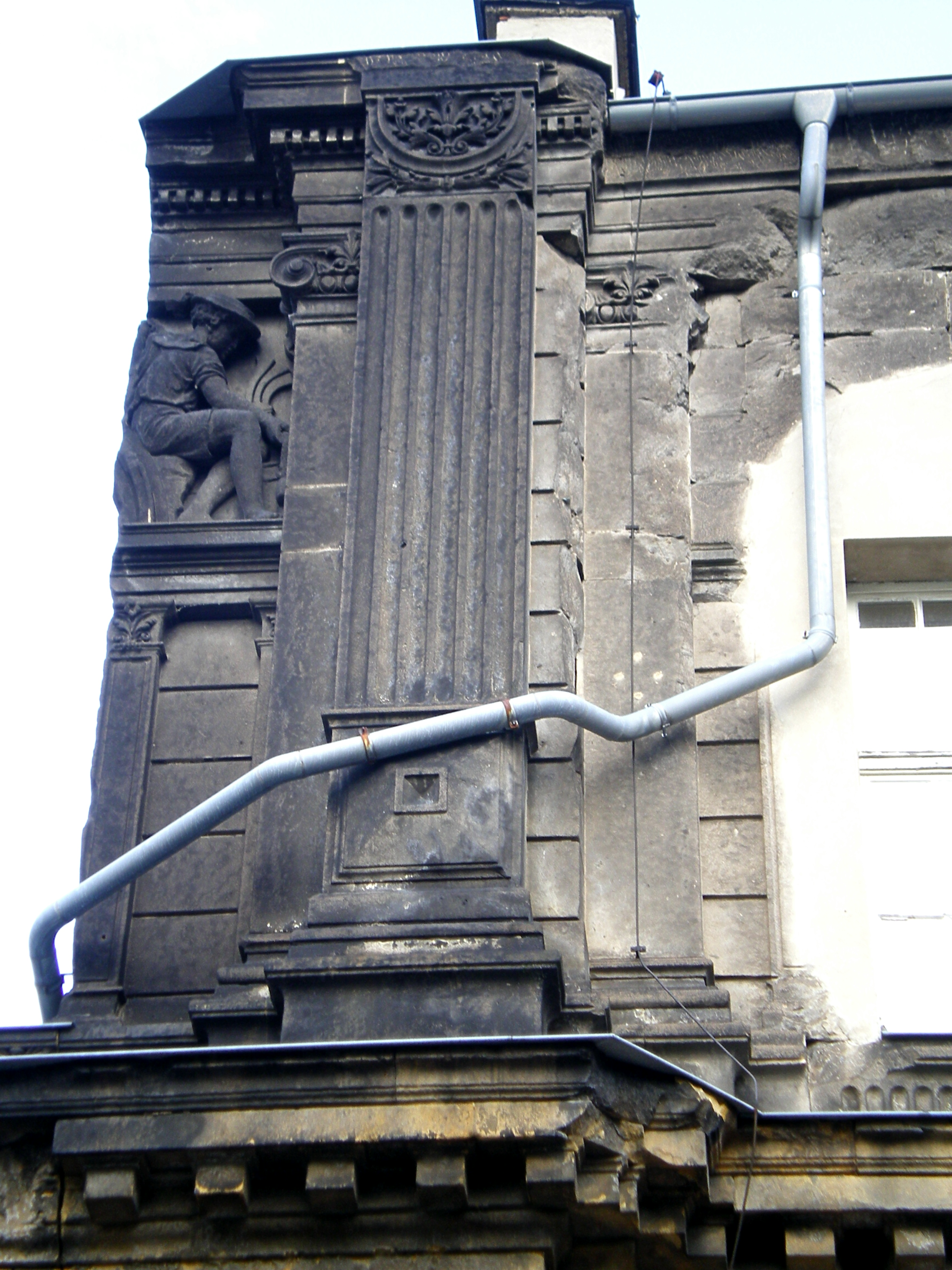
Rudolph Hölbe, Fassadenschmuck Postamt 1 in Dresden

Zunächst studierte er an der Baugewerbeschule Holzminden. Von 1866 bis 1869 folgte ein Studium an der Kunstakademie Leipzig. Im Jahr 1870 studierte Hölbe an der Dresdner Kunstakademie und war von 1871 bis 1883 Schüler und Mitarbeiter von Johannes Schilling. An einer Vielzahl von Schillings Werken war er hauptsächlich beteiligt.
Hölbe starb am 6. August 1926 in Dresden. Seine letzte Ruhestätte befindet sich auf dem Striesener Friedhof. Sein Grabdenkmal dort hatte er selbst geschaffen.

## Werke (Auswahl)
- 1872: zwei Panther der Dionysos-Quadriga für die Semperoper Dresden[2]
- 1873: tragische Figur der Melpomene für die Semperoper Dresden
- 1883: Figur des Friedens für das Niederwalddenkmal
- Kolossalgruppe Kunst über dem Haupteingang des Albertinums
- Figurenschmuck für zahlreiche Villen der Dresdner Villenschule und am Hauptpostamt 1 in Dresden
- Bekrönung des Dresdner Kunstvereinsgebäudes, die vier Kunststädte München, Berlin, Wien und Düsseldorf darstellend
- 1894: Christusstatue über dem Hauptportal der Trinitatiskirche Dresden
- 1900: Kriegerdenkmal 1870/71 in Lemgo
- 1901/1902: Donopbrunnen auf dem Marktplatz in Detmold
- 1902: Kriegerdenkmal 1866 in Detmold
- 1904: Albert-Lortzing-Denkmal in Detmold
- 1905: Fassadenschmuck am ehemaligen Postamt Altstadt 1 in Dresden
- 1909: Ernst-von-Bandel-Bronzerelief, am Hermannsdenkmal zu Detmold
- 1909: „Bandelbank“ mit Ernst-von-Bandel-Relief in Hiddesen, in Zusammenarbeit mit dem Architekten Wilhelm Kreis
- 1912: Falknerbrunnen auf dem Markt in Lauenstein

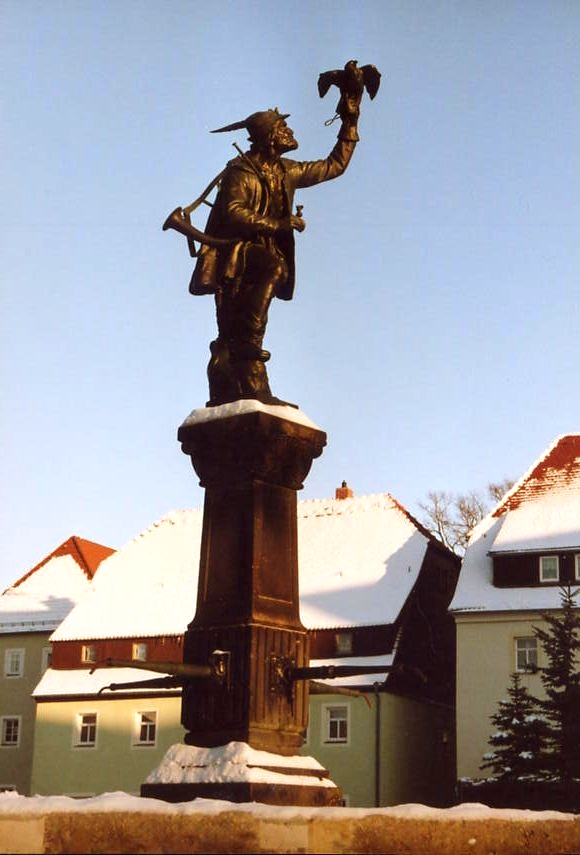
Falknerbrunnen, Lauenstein

- Detmold: Landes-Kriegerdenkmal 1866 für die gefallenen Mannschaften des Lippischen Bataillons